# Herzog-Ernst-Spitze
Die Herzog-Ernst-Spitze (auch Herzog Ernst, früher auch Großkogel) ist ein 2932 m ü. A. hoher Berg in der Goldberggruppe der Zentralalpen in den österreichischen Bundesländern Kärnten und Salzburg.

## Lage und Umgebung
Der felsige Gipfel der Herzog-Ernst-Spitze erhebt sich an der Grenze zwischen den drei Gemeinden Bad Gastein, Flattach und Rauris. Er gehört zum Nationalpark Hohe Tauern. Die Herzog-Ernst-Spitze ist Teil eines Gebirgskamms, der das Nassfeld umrahmt. Der Kamm beginnt beim Kolmkarspitz und führt über das Niedersachsenhaus, den Neunerkogel, die Herzog-Ernst-Spitze, das Schareck, den Weinflaschenkopf, die Schlapperebenspitzen, die Murauer Köpfe, den Hinteren Geißlkopf, den Vorderen Geißlkopf und den Westerfrölkekogel bis zur Hagener Hütte am Niederen Tauern. Südwestlich liegt am Tauernhauptkamm die Fraganter Scharte (2754 m ü. A.). An den Hängen der Herzog-Ernst-Spitze gibt es Gletscherreste des Schareckkees' (Nordosten) und des Wurtenkees' (Süden).
Der Pröllweg ist ein Wanderweg, der vom Niedersachsenhaus über die Gipfel des Neunerkogels und der Herzog-Ernst-Spitze auf das Schareck führt. Er ist nach dem Flugzeugtechniker Arthur Pröll benannt, der die Errichtung des Wegs plante und finanzierte. Südwestlich des Gipfels der Herzog-Ernst-Spitze verläuft der Weitwanderweg Zentralalpenweg. Weiter im Süden erstreckt sich das Schigebiet Mölltaler Gletscher.

## Geologie
Die Geologie der Herzog-Ernst-Spitze ähnelt jener des Scharecks und des Aperen Scharecks. Über paläozoischen Metasedimenten gibt es eine Abfolge von mesozoischen Metasedimenten, bestehend aus Schwarzphylliten, Kalkglimmerschiefern, Albit-Porphyroklasten-Schiefern, Granat-Glimmerschiefern, Karbonat-Quarziten, Prasinitlagen und Paragneisen.

## Geschichte
Der Berg ist nach Herzog Ernst von Bayern (1500–1560) benannt. Dieser ließ an der westlichen Flanke bis etwa 150 m Meter unter den Gipfel hinauf Stollen für den Goldbergbau anlegen.